# Israelitische Kultusgemeinde
Israelitische Kultusgemeinde ist ein Synonym für den Ausdruck jüdische Gemeinde (Kehillah). Er wird vor allem in Österreich, aber auch in der Bundesrepublik Deutschland und in der Schweiz benutzt.
Oft wird das Wort mit „israelisch“ verwechselt, das Wort „israelitisch“ umschreibt jedoch den jüdischen (mosaischen) Glauben und die Kultur. Die Bezeichnung geht auf Kaiser Franz Joseph I. zurück, der in einer Ansprache am 3. April 1849 die Worte: „Israelitische Gemeinde von Wien“ verwendete. Seither ist in Österreich der Ausdruck Israelitische Kultusgemeinde (IKG) der amtliche Name für jüdische Gemeinden.

## Deutschland
- Israelitische Religionsgemeinschaft Baden
  - Jüdische Gemeinde Emmendingen K.d.ö.R.
  - Synagogengemeinde Konstanz K.d.ö.R.
  - Israelitische Kultusgemeinde Pforzheim
  - Israelitische Kultusgemeinde Rottweil-Villingen-Schwenningen
  - Israelitische Kultusgemeinde Baden-Baden
  - Israelitische Gemeinde Freiburg
  - Israelitische Kultusgemeinde Lörrach K.d.ö.R.

Weitere Gemeinden der Religionsgemeinschaft sind als Jüdische Gemeinden benannt (Heidelberg, Karlsruhe, Mannheim, Konstanz).
- Landesverband der Israelitischen Kultusgemeinden in Bayern[1]
  - Israelitische Kultusgemeinde Amberg
  - Israelitische Kultusgemeinde Bamberg K.d.ö.R.
  - Israelitische Kultusgemeinde Bayreuth
  - Israelitische Kultusgemeinde Hof
  - Israelitische Kultusgemeinde Nürnberg[2]
  - Israelitische Kultusgemeinde Schwaben-Augsburg
  - Israelitische Kultusgemeinde Fürth
  - Israelitische Kultusgemeinde Straubing
  - Israelitische Kultusgemeinde Würzburg (seit 1836[3]) und Unterfranken

Weitere Mitgliedsgemeinden des Landesverbandes firmieren als Jüdische Gemeinden (Erlangen, Regensburg und Weiden).
- Israelitische Kultusgemeinde München und Oberbayern K.d.ö.R. (nicht Mitglied im Landesverband Bayern)

- Landesverband der israelitischen Kultusgemeinden von Niedersachsen K.d.ö.R
- Israelitische Religionsgemeinschaft Württembergs (Stuttgart)
- Israelitische Religionsgemeinde zu Leipzig

## Österreich

### Israelitische Religionsgesellschaft in Österreich
Österreichweit gibt es gegenwärtig vier Israelitische Kultusgemeinden, von denen die Israelitische Kultusgemeinde Wien, Präsident ist Oskar Deutsch, mit Abstand die größte ist. Seit März 2013 flächenmäßig größte Kultusgemeinde ist die Israelitische Kultusgemeinde für die Bundesländer Salzburg, Steiermark und Kärnten (Kurzform: Israelitische Kultusgemeinde Salzburg) mit insgesamt zwei Gemeinden in den Landeshauptstädten Salzburg und Graz. Dachorganisation ist die Israelitische Religionsgesellschaft in Österreich, die als Körperschaft eine gesetzlich anerkannte Religionsgesellschaft darstellt (seit 1890). Sie wird von der Wiener Kultusgemeinde betreut.
Die Volkszählung der Statistik Austria von 2001 ergab, dass sich in Österreich 8.140 Personen zum Judentum bekennen. Die Mehrheit davon, rund 7.000, lebt in Wien. Die Israelitische Religionsgesellschaft geht jedoch von rund 15.000 Juden in Österreich aus.
Siehe auch:
- Jüdisches Leben in Wien

### Bestehende Kultusgemeinden
- Israelitische Kultusgemeinde Linz
- Israelitische Kultusgemeinde für die Bundesländer Salzburg, Steiermark und Kärnten
- Israelitische Kultusgemeinde für Tirol und Vorarlberg
- Israelitische Kultusgemeinde Wien

Die Israelitische Kultusgemeinde für Steiermark, Kärnten und die politischen Bezirke des Burgenlandes Oberwart, Güssing und Jennersdorf (IKG Graz) wurde 2013 aufgelöst und mit der IKG Wien fusioniert. Im März 2024 erfolgte eine Sprengeländerung bei der die Bundesländer Steiermark und Kärnten der Israelitischen Kultusgemeinde Salzburg eingewiesen wurden. Die Kultusgemeinde Salzburg änderte im Zuge dessen ihren Namen auf "Israelitische Kultusgemeinde für die Bundesländer Salzburg, Steiermark und Kärten" und behielt ihre bisherige Bezeichnung lediglich als Abkürzungsform. Die Jüdische Gemeinde Graz besteht unter gleichen Namen und gleicher Präsidiale von Elie Rosen als autonome Filialgemeinde der Israelitischen Kultusgemeinde Salzburg mit dem Zuständigkeitsbereich für Steiermark, Kärnten fort.

### Historisch
Bis 1848 hatten die jüdischen Gemeinden in der Habsburgermonarchie eine Autonomie in religiösen Angelegenheiten, gleichzeitig aber auch eine gewisse Selbstverwaltung in politischen Angelegenheiten, da sie von den christlichen Gemeinden getrennt waren. Die am 4. März 1849 mit der Märzverfassung erlassene politische Rechte garantierte allen staatlich anerkannten Kirchen und Religionsgesellschaften Autonomie in inneren Angelegenheiten. Gleichzeitig sah das provisorische Gemeindegesetz den Zusammenschluss der jüdischen Viertel mit den christlichen Gemeinden zu einer einzigen Selbstverwaltungseinheit vor. Die Zuständigkeit der israelitischen Kultusgemeinden sollte sich somit auf religiöse Angelegenheiten beschränken.
In den folgenden Jahrzehnten wurden neue israelitische Kultusgemeinden durch Verwaltungsentscheidungen gegründet, für die es keine Rechtsgrundlage gab. Das einschlägige Israelitengesetz (RGBl. 57/1890) wurde erst 1890 erlassen. Nach dieser Norm hatte die israelitische Kultusgemeinde für die religiösen Bedürfnisse ihrer Mitglieder zu sorgen (§ 1), die obligatorisch alle in ihrem räumlich abgegrenzten Bezirk lebenden Personen jüdischen Glaubens waren (§ 2). In Österreich ist diese Norm in geänderter Form bis heute in Kraft.
Zahlreiche Kultusgemeinden fielen der Judenverfolgung während der nationalsozialistischen Herrschaft zum Opfer. Lediglich die Kultusgemeinden von Sechshaus und Floridsdorf wurden administrativ aufgelöst, da diese vorher selbständigen Gemeinden bereits im Jahr 1890 (Sechshaus) sowie im Jahr 1904 (Floridsdorf) in die Stadt Wien eingemeindet wurden und damit unter den Zuständigkeitsbereich der Israelitischen Kultusgemeinde Wien fielen.
| - IKG Amstetten (1892–1940) - IKG Baden (1878–1938) - IKG Deutschkreutz - IKG Floridsdorf (1892–1904) - IKG Frauenkirchen - IKG Gänserndorf - IKG Graz - IKG Groß-Enzersdorf - IKG Güssing - IKG Hohenems - IKG Hollabrunn (1902–1938) | - IKG Horn (1892–1938) - IKG Kittsee - IKG Klagenfurt - IKG Kobersdorf - IKG Krems (1892–1938) - IKG Lackenbach - IKG Leoben - IKG Mattersburg - IKG Mistelbach (1892–1938) - IKG Mödling (1892–1938) - IKG Neunkirchen (1892–1938) | - IKG Oberwart - IKG Rechnitz - IKG Sechshaus (1868–1890) - IKG Steyr - IKG Stockerau - IKG Sankt Pölten (1892–1938) - IKG Tulln an der Donau (1892–1938) - IKG Unterberg-Eisenstadt - IKG Waidhofen an der Thaya (1892–1938) - IKG Wiener Neustadt (1892–1938) |